# Saison 7 de The Good Wife
Chronologie
Saison 6 The Good Fight
Cet article présente le guide des épisodes de la septième et dernière saison de la série télévisée américaine The Good Wife.

## Distribution

### Acteurs principaux
- Julianna Margulies (VF : Hélène Chanson) : Alicia Florrick
- Christine Baranski (VF : Pauline Larrieu) : Diane Lockhart
- Matt Czuchry (VF : Sébastien Desjours) : Cary Agos
- Jeffrey Dean Morgan (VF : Jérémie Covillault) : Jason Crouse[1]
- Alan Cumming (VF : Pierre Tessier) : Eli Gold
- Zach Grenier (VF : Denis Boileau) : David Lee
- Cush Jumbo (VF : Anne Mathot) : Lucca Quinn[2]

### Acteurs récurrents et invités
- Makenzie Vega (VF : Leslie Lipkins) : Grace Florrick[3]
- Chris Noth (VF : Gabriel Le Doze) : Peter Florrick
- Mary Beth Peil (VF : Monique Martial) : Jackie Florrick, mère de Peter
- Jerry Adler (VF : Michel Ruhl) : Howard Lyman, associé fondateur
- Michael J. Fox (VF : Luq Hamet) : Louis Canning[4]
- Sarah Steele (VF : Alexia Papineschi) : Marissa Gold, fille d'Eli
- Chris Butler (VF : Christophe Peyroux) : Matan Brody (épisodes 1, 4, 10, 20 à 22)
- Margo Martindale : Ruth Eastman[5] (épisodes 1 à 16)
- Christopher McDonald (VF : Jean-Louis Faure) : le juge Don Schakowsky
- Mo Rocca (en) (VF : Vincent de Bouard) : Ted Willoughby (épisodes 1 et 11)
- Mike Pniewski (VF : Serge Blumenthal) : Frank Landau, directeur du comité démocrate (épisodes 2, 6 et 7)
- Amy Irving : Phyllis Zovatto[4](épisode 2)
- Mamie Gummer (VF : Dorothée Pousséo) : Nancy Crozier (épisode 2)
- Stockard Channing (VF : Julie Carli) : Veronica Loy (épisodes 3, 16 et 20)
- Peter Gallagher : Ethan Carver[6] (épisodes 4, 8 et 10)
- Vanessa Lynn Williams : Courtney Paige[7] (épisodes 7 à 10)
- Graham Phillips (VF : Maxime Baudoin) : Zach Florrick (épisodes 11 et 20)
- David Krumholtz : Josh Mariner (épisode 11)
- Carrie Preston (VF : Véronique Alycia) : Elsbeth Tascioni (épisode 15)
- Will Patton (VF : Patrick Béthune) : Michael Tascioni (épisodes 15, 16, 17 et 19)
- Dallas Roberts (VF : Jérôme Berthoud) : Owen, le frère d'Alicia (épisodes 16 et 20)
- Matthew Morrison : Connor Fox, assistant U.S. attorney[8] (épisodes 16 à 22)
- Blair Underwood : Henry Dargis[9] (épisode 17)
- Anna Camp (VF : Karine Foviau) : Caitlin D'arcy, nièce de David Lee (épisode 18)
- Gary Cole (VF : Patrick Poivey) : Kurt McVeigh (épisodes 19 à 22)
- Megan Hilty : Holly Westfall[10] (épisodes 19, 21 et 22)
- Renée Elise Goldsberry (VF : Audrey Sablé) : Geneva Pine (épisode 21)
- Josh Charles (VF : Cyrille Monge) : Will Gardner[11] (épisode 22)

## Épisodes

### Épisode 1:Un vent de changement
- États-Unis /  Canada : 4 octobre 2015 sur CBS / Global
- Québec : 1er septembre 2016 sur Séries+
- Suisse : 1er novembre 2016 sur RTS Un
- France : 8 janvier 2017 sur Téva

- États-Unis : 9,25 millions de téléspectateurs[12]

- Chris Noth (Peter Florrick)
- Mackenzie Vega (Grace Florrick)
- Jerry Adler (Howard Lyman)
- Michael J. Fox (Louis Canning)
- Margo Martindale (Ruth Eastman)
- Jane Curtin (Judge Farley)
- Chris Butler (Matan Brody)
- Mo Rocca (Ted Willoughby)
- Nicole Roderick (Nora)
- Christopher McDonald (Judge Don Schakowsky)
- Daniel Abeles (Don Weingarten)
- Rob Bartlett (Bernie Bukovitz)
- Bridget Regan (Madeline Smulders)
- Danny Burstein (Dr Ian Caine)
- Michael Mulheren (en) (Dr Douglas Dooley)
- David Cale (Dr Nigel Buggy)
- Stephen DeRosa (Sam Handy)
- Phillip Shinn (Dirk)
- Sekou Laidlow (Josiah Banner)
- Madison Arnold (Older Partner)
- J. Bernard Calloway (Tom Jesse)
- Kahlil Garcia (Limo Driver)

### Épisode 2:Le Temps de l’innocence
- États-Unis /  Canada : 11 octobre 2015 sur CBS / Global
- Québec : 8 septembre 2016 sur Séries+
- Suisse : 1er novembre 2016 sur RTS Un
- France : 8 janvier 2017 sur Téva

- États-Unis : 8,82 millions de téléspectateurs[13]

- Chris Noth (Peter Florrick)
- Mackenzie Vega (Grace Florrick)
- Jerry Adler (Howard Lyman)
- Margo Martindale (Ruth Eastman)
- Jeffrey Dean Morgan (Jason Crouse)
- Mamie Gummer (Nancy Crozier)
- Kurt Fuller (Judge Peter Dunaway)
- Mike Pniewski (Frank Landau)
- Nicole Roderick (Nora)
- Phillip Shinn (Dirk)
- Johnny Simmons (Erik Zovatto)
- Amy Irving (Phyllis Zovatto)
- Trieste Kelly Dunn (Amanda Marcassin)
- Martin Van Treuren (Patrick O'Neal)
- Ronnie Farer (Vera Toll)
- Tom Alan Robbins (Hank Wilson)
- Stuart Zagnit (Judge Larry Reardon)
- William Connell (ASA Terrence Teague)
- Mark Lotito (Marty Pintarello)
- Shannon Marie Sullivan (Jennifer)

### Épisode 3:Cuisine et manigance
- États-Unis /  Canada : 18 octobre 2015 sur CBS / Global
- Québec : 15 septembre 2016 sur Séries+
- Suisse : 8 novembre 2016 sur RTS Un
- France : 15 janvier 2017 sur Téva

- États-Unis : 8,09 millions de téléspectateurs[14]

- Mary Beth Peil (Jackie Florrick)
- Mackenzie Vega (Grace Florrick)
- Stockard Channing (Veronica Loy)
- Margo Martindale (Ruth Eastman)
- Jerry Adler (Howard Lyman)
- Korey Jackson (Carl Wolfe)
- Christopher McDonald (Judge Don Schakowsky)
- John Magaro (Roland Hlavin)
- Luke Kirby (ASA Harry McGrath)
- John Palladino (Scott Pierre-Paul)
- Carol F. Brown (Naomi)
- Bob Walton (Dr Marcotte)
- John Hillner (Bryant Minster)
- Lesli Margherita (en) (Mama Jill)
- Anthony Lacuira (Opera Waiter)

### Épisode 4:Non coupable
- États-Unis /  Canada : 25 octobre 2015 sur CBS / Global
- Québec : 22 septembre 2016 sur Séries+
- Suisse : 8 novembre 2016 sur RTS Un
- France : 15 janvier 2017 sur Téva

- États-Unis : 8,82 millions de téléspectateurs[15]

- Chris Noth (Peter Florrick)
- Mary Beth Peil (Jackie Florrick)
- Makenzie Vega (Grace Florrick)
- Michael J. Fox (Louis Canning)
- Margo Martindale (Ruth Eastman)
- Peter Gallagher (Ethan Carver)
- Christopher McDonald (Judge Don Schakowsky)
- Bernie Bukovitz (Rob Bartlett)
- Don Weingarten (Daniel Abeles)
- Chris Butler (Matan Brody)
- Marsha Stephanie Blake (Maia Sachs)
- Saul Rubinek (Judge Tom Ashton-Griffith)
- Don Sparks (Wendall Oakman)
- Ronnie Stupp (Will Pullen)
- Karen Ziemba (Lina Banner)
- David Beach (Dr Rafe Brinton)
- Brenda Pressley (Dana Sachs)
- Adam Green (Tim Linklater)
- Quinn Vanantwerp (Edward Waller)
- Betty Todd (Sheria Irving)
- Celeste Arias (Alexa Banner)

### Épisode 5:Coup de vieux
- États-Unis /  Canada : 1er novembre 2015 sur CBS / Global
- Québec : 29 septembre 2016 sur Séries+
- Suisse : 15 novembre 2016 sur RTS Un
- France : 22 janvier 2017 sur Téva

- États-Unis : 7,55 millions de téléspectateurs[16]
- Canada : 1,193 million de téléspectateurs[17] (première diffusion + différé 7 jours)

- Chris Noth (Peter Florrick)
- Makenzie Vega (Grace Florrick)
- Margo Martindale (Ruth Eastman)
- Jerry Adler (Howard Lyman)
- Sarah Steele (Marissa Gold)
- Christian Borle (Carter Schmidt)
- Richard Masur (Geoffrey Solomon)
- Dan Lauria (Ronnie Erickson)
- Justine Lupe (Maggie Rossom)
- Ron Raines (Graham Stenborg)
- Charles Socarides (Nelson Olstead)
- Ashlie Atkinson (Octavia Howe)
- Ian Kahn (Randy Duffield)
- Malika Samuel (Molly Tuff)
- David Adkins (Harrison Strode)
- Jennifer Simard (Janie Mullaby)
- Jimmy Nicholas (Scammer)
- Michael Mulheren (en) (Bob Bondi)

### Épisode 6:Un monde de mensonges
- États-Unis /  Canada : 8 novembre 2015 sur CBS / Global
- Québec : 6 octobre 2016 sur Séries+
- Suisse : 22 novembre 2016 sur RTS Un
- France : 22 janvier 2017 sur Téva

- États-Unis : 8,27 millions de téléspectateurs[18]

- Chris Noth (Peter Florrick)
- Margo Martindale (Ruth Eastman)
- Jerry Adler (Howard Lyman)
- Christine Lahti (Andrea Stevens)
- Dominic Chianese (Judge Michael Marx)
- Mike Pniewski (Frank Landau)
- Nicole Roderick (Nora)
- Zach Woods (Jeff Dellinger)
- Tobias Segal (en) (Tyler Hopkins)
- Michael Urie (Stephen Dinovera)
- Damian Young (Clinton Foyle)
- Christopher McDonald (Judge Don Schakowsky)
- Anna Wood (en) (Kristen Balko)
- Nikki M. James (Monica Timmons)
- Will Brill (Gray Joseph)
- Gregory Abbey (Polygrapher)

### Épisode 7:Intelligence artificielle
- États-Unis /  Canada : 15 novembre 2015 sur CBS / Global
- Québec : 13 octobre 2016 sur Séries+
- Suisse : 22 novembre 2016 sur RTS Un
- France : 29 janvier 2017 sur Téva

- États-Unis : 8,52 millions de téléspectateurs[19]

- Chris Noth (Peter Florrick)
- Makenzie Vega (Grace Florrick)
- Mary Beth Peil (Jackie Florrick)
- Margo Martindale (Ruth Eastman)
- Jerry Adler (Howard Lyman)
- Michael J. Fox (Louis Canning)
- Vanessa Lynn Williams (Courtney Boalt)
- Celina Keenan-Bolger (Wendy Searle)
- Mike Pniewski (Frank Landau)
- Nicole Roderick (Nora)
- Joey Slotnick (Anthony Dudewitz)
- Steven Boyer (Tim Brewster)
- Peter Woodward (Charles Ephraham)
- Ned Eisenberg (Craig Hallman)

### Épisode 8:Les Pour et les Contre
- États-Unis /  Canada : 22 novembre 2015 sur CBS / Global
- Québec : 20 octobre 2016 sur Séries+
- Suisse : 22 novembre 2016 sur RTS Un
- France : 29 janvier 2017 sur Téva

- États-Unis : 7,81 millions de téléspectateurs[20]

- Makenzie Vega (Grace Florrick)
- Michael J. Fox (Louis Canning)
- Peter Gallagher (Ethan Carver)
- Vanessa Lynn Williams (Courtney Paige)
- Richard Portnow (Judge Ben Margovski)
- Kelly Bishop (Bea Wilson)
- J. Smith-Cameron (Samara Steel)
- Orlagh Cassidy (Heidi)
- Quincy Tyler Bernstine (Dr Hallie Fisher)
- Isaac De Bankolé (Larry Oliver)
- Andrea Syglowski (Stacy Groom)
- Burke Moses (Sheriff John Colby)
- Sahr Ngaujah (Joel Becquet)
- Brian Muller (Brian Carter)
- Stephanie Janssen (Pro-Choice Activist)
- Beth Malone (Pro-Life Activist)

### Épisode 9:Le Net plus ultra
- États-Unis /  Canada : 29 novembre 2015 sur CBS / Global
- Québec : 27 octobre 2016 sur Séries+
- Suisse : 29 novembre 2016 sur RTS Un
- France : 5 février 2017 sur Téva

- États-Unis : 7,94 millions de téléspectateurs[21]

- Michael J. Fox (Louis Canning)
- Margo Martindale (Ruth Eastman)
- Vanessa Lynn Williams (Courtney Paige)
- Nikki M. James (Monica Timmons)
- Dominic Chianese (Judge Michael Marx)
- Nicole Roderick (Nora)
- Brian Muller (Brian Carter)
- Nilaja Sun (Divya Feldman)
- Michael Chernus (Spencer Harman)
- Kevin Kilner (Brooks Volk)
- Kit Williamson (Kip O'Neill)
- Noah Robbins (Josh Shelby)
- Tamara Torres (Housewife)
- Larry Cahn (Man)
- Kally Duling (College Girl)

### Épisode 10:Fantasme ou réalité?
- États-Unis /  Canada : 13 décembre 2015 sur CBS / Global
- Québec : 3 novembre 2016 sur Séries+
- Suisse : 29 novembre 2016 sur RTS Un
- France : 5 février 2017 sur Téva

- États-Unis : 8,49 millions de téléspectateurs[22]
- Canada : 1,142 million de téléspectateurs[23] (première diffusion + différé 7 jours)

- Jerry Adler (Howard Lyman)
- Margo Martindale (Ruth Eastman)
- Vanessa Lynn Williams (Courtney Paige)
- Peter Gallagher (Ethan Carver)
- Chris Butler (Matan Brody)
- Felix Solis (Det. Kevin Rodriguez)
- Nikki M. James (Monica Timmons)
- Christopher McDonald (Judge Don Schakowsky)
- Brian Muller (Brian Carter)
- Josh Stamberg (Dr Joseph Portnow)
- Lauren Molina (Lucy Van Gaal)
- Don Stark (Manny Hofstedter)
- Michelle Duffy (Patricia Evra)
- Phillip Shinn (Dirk)
- José Ramón Rosario (Harris the Sheriff)
- Victoria Vazquiez (Foreperson)

### Épisode 11:Caucus
- États-Unis /  Canada : 10 janvier 2016 sur CBS / Global
- Québec : 10 novembre 2016 sur Séries+
- Suisse : sur RTS Un
- France : 12 février 2017 sur Téva

- États-Unis : 7,65 millions de téléspectateurs[24]
- Canada : 1,063 million de téléspectateurs[25] (première diffusion + différé 7 jours)

- Chris Noth (Peter Florrick)
- Mary Beth Peil (Jackie Florrick)
- Graham Phillips (Zach Florrick)
- Makenzie Vega (Grace Florrick)
- Jerry Adler (Howard Lyman)
- Margo Martindale (Ruth Eastman)
- David Krumholtz (Josh Mariner)
- Mo Rocca (Ted Willoughby)
- Christopher Sieber (en) (Neil Howard Sloan-Jacobs)
- Jordan Baker (Sharon Creech)
- Nikki M. James (Monica Timmons)
- Chris Matthews (lui-même)
- John Treacy Egan (Carl Peltola)
- Marceline Hugot (en) (Edna)
- Tessa Albertson (Sam)

### Épisode 12:L'Air de rien
- États-Unis /  Canada : 17 janvier 2016 sur CBS / Global
- Québec : 17 novembre 2016 sur Séries+
- France : 12 février 2017 sur Téva

- États-Unis : 8,96 millions de téléspectateurs[26]

- Makenzie Vega (Grace Florrick)
- Margo Martindale (Ruth Eastman)
- Sarah Steele (Marissa Gold)
- Nikki M. James (Monica Timmons)
- Matthew Lillard (Rowby Canton)
- Christine Lahti (Andrea Stevens)
- Kelly Bishop (Bea Wilson)
- Marsha Mason (Judge Louisa Page)
- Ali Wentworth (Crystal Dosek)
- Douglas Hodge (Damon Stryk)
- Nance Williamson (Lila Dunne)
- Ethan Phillips (Dr Morris Weiner)
- Rodney Richardson (Kermit Corriel)
- Mark Zimmerman (Ned Venters)
- Timothy Sekk (Graham Tipton)
- Alan R. Rodriguez (Delivery Man)
- Fenton Lawless (Surly Harry)

### Épisode 13:Le Message
- États-Unis /  Canada : 31 janvier 2016 sur CBS / Global
- Québec : 24 novembre 2016 sur Séries+
- France : 19 février 2017 sur Téva

- États-Unis : 8,03 millions de téléspectateurs[27]

- Christopher McDonald (Judge Don Schakowsky)
- Grace Rex (Martha Reed)
- Daniel J. Watts (Clayton Riggs)
- Francesca Carpanini (Imogen Stowe)
- John Billingsley (Dean Randolph)
- Rob Bartlett (Bernie Bukovitz)
- Adam Langdon (Gary)
- Joe Grifasi (Judge John Mata)
- Debra Monk (Tracy Mintz)
- Richard Masur (Geoffrey Solomon)
- Omar Maskati (Saum Binazir)
- Aaron Bartz (ASA)

### Épisode 14:Comme un lundi
- États-Unis /  Canada : 14 février 2016 sur CBS / Global
- Québec : 1er décembre 2016 sur Séries+
- France : 19 février 2017 sur Téva

- États-Unis : 7,96 millions de téléspectateurs[28]

- Margo Martindale (Ruth Eastman)
- Sarah Steele (Marissa Gold)
- Christopher McDonald (Judge Don Schakowsky)
- Nikki M. James (Monica Timmons)
- Jay O. Sanders (Judge Hal Ferris)
- John Benjamin Hickey (Neil Gross)
- Joey Slotnick (Anthony Dudewitz)
- John Magaro (Scott Devereaux)
- Jason Babinsky (Howell)
- Jeremy Bobb (Agent Perry Dunst)
- Judy Reyes (AUSA Nola Gades)
- Gideon Glick (Blake Reedy)
- José Ramon Rosario (Harris)

### Épisode 15:Dans la ligne de mire
- États-Unis /  Canada : 21 février 2016 sur CBS / Global
- Québec : 8 décembre 2016 sur Séries+
- France : 26 février 2017 sur Téva

- États-Unis : 7,91 millions de téléspectateurs[29]

- Chris Noth (Peter Florrick)
- Sarah Steele (Marissa Gold)
- Carrie Preston (Elsbeth Tascioni)
- Nicole Roderick (Nora)
- Patrick Breen (Captain Terrence Hicks)
- Michael Urie (Stephen Dinovera)
- Tobias Segal (en) (Tyler Hopkins)
- Damian Young (Clinton Foyle)
- Haynes Thigpen (Jonathan Mattis)
- Will Patton (Mike Tascioni)
- John Finn (Oren Cleary)
- Richard Brooks (Ace Barnstone)
- Andrew Rothenberg (George Kirby)
- Thomas Jay Ryan (Ed Janoway)
- Sean Patrick Folster (Sergeant Cole McWain)
- Jeff O'Donnell (Massoud Tahan/Lance Hopper)
- Jeff Brooks (Clerk)
- Matt Walton (Ian Gillan)

### Épisode 16:Ouï-dire
- États-Unis /  Canada : 6 mars 2016 sur CBS / Global
- Québec : 15 décembre 2016 sur Séries+
- France : 5 mars 2017 sur Téva

- États-Unis : 7,27 millions de téléspectateurs[30]

- Stockard Channing (Veronica Loy)
- Dallas Roberts (Owen Cavanaugh)
- Margo Martindale (Ruth Eastman)
- Matthew Morrison (AUSA Connor Fox)
- Will Patton (Mike Tascioni)
- John Magaro (Roland Hlavin)
- Nathan Stark (Process Server)
- Nick Mennell (Gino Davidson)
- Anthony Mangano (Construction Worker Hal)
- Shawn T. Andrew (Construction Worker Walt)
- Tyler Gardella (Pizza Delivery Guy)

### Épisode 17:Rendre les armes
- États-Unis /  Canada : 20 mars 2016 sur CBS / Global
- Québec : 5 janvier 2017 sur Séries+
- France : 12 mars 2017 sur Téva

- États-Unis : 8,08 millions de téléspectateurs[31]

- Makenzie Vega (Grace Florrick)
- Denis O'Hare (Judge Charles Abernathy)
- Will Patton (Michael Tascioni)
- Matthew Morrison (AUSA Connor Fox)
- Blair Underwood (Harry Dargis)
- Becky Ann Baker (Alma Hoff)
- Howard McGillin (Lloyd Garber)
- Zuzanna Szadkowski (Gloria Beattie)
- Thomas Kapoche (Liam Meade)
- Jonathan Roumie (Monte Ecklund)
- Erin Wyatt (Mira Dunne)
- Ann Harada (Isabel St. Jean)
- Jennifer Van Dyck (Amy Fossbinder)
- Sofia Bryant (Yesha)
- Darnell Dudley (Damon)

### Épisode 18:Où sont les hommes?
- États-Unis /  Canada : 27 mars 2016 sur CBS / Global
- Québec : 12 janvier 2017 sur Séries+
- France : 19 mars 2017 sur Téva

- États-Unis : 7,51 millions de téléspectateurs[32]

- Chris Noth (Peter Florrick)
- Jerry Adler (Howard Lyman)
- Sarah Steele (Marissa Gold)
- Matthew Morrison (AUSA Connor Fox)
- Kurt Fuller (Judge Peter Dunaway)
- Anna Camp (Caitlyn D'Arcy)
- Scott Cohen (Jeffrey Nachmann)
- Tara Summers (Edie Ham)
- Leslie Odom Jr. (Barry Pert)
- Drew McVety (Bill Ortiz)
- Edward Baker-Duly (Jim Barker)
- Lynne Wintersteller (Brenda Calbert)
- Jonathan Bock (Darren De Meo)

### Épisode 19:Ennemis publics
- États-Unis /  Canada : 17 avril 2016 sur CBS / Global
- Québec : 19 janvier 2017 sur Séries+
- France : 26 mars 2017 sur Téva

- États-Unis : 8,55 millions de téléspectateurs[33]
- Canada : 1,185 million de téléspectateurs[34] (première diffusion + différé 7 jours)

- Chris Noth (Peter Florrick)
- Gary Cole (Kurt McVeigh)
- Matthew Morrison (AUSA Connor Fox)
- Will Patton (Michael Tascioni)
- Megan Hilty (Holly Westfall)
- Michael Urie (Stephen Dinovera)
- Zach Woods (Jeff Delinger)
- Tobias Segal (en) (Tyler Hopkins)
- Haynes Thigpen (Jonathan Mattis)
- Chuck Cooper (Gerald Gallo)
- Michael Kostroff (Charles Froines)
- Damian Young (Clinton Foyle)
- Jayne Atkinson (Magistrate Nora Valentine)
- Ken Marks (Dick Trousdale)
- James Andrew O'Connor (Rick Glenn)
- Nikiya Mathis (Adele Ordonez)
- Ben Mehl (Wood Hochstadter)
- Tom Tammi (Carroll McGuire)

### Épisode 20:Ketouba
- États-Unis /  Canada : 24 avril 2016 sur CBS / Global
- Québec : 26 janvier 2017 sur Séries+
- France : 2 avril 2017 sur Téva

- États-Unis : 8,49 millions de téléspectateurs[35]
- Canada : 1,229 million de téléspectateurs[36] (première diffusion + différé 7 jours)

- Chris Noth (Peter Florrick)
- Mary Beth Peil (Jackie Florrick)
- Graham Phillips (Zach Florrick)
- Makenzie Vega (Grace Florrick)
- Jerry Adler (Howard Lyman)
- Stockard Channing (Veronica Loy)
- Gary Cole (Kurt McVeigh)
- Dallas Roberts (Owen Cavanaugh)
- Michael J. Fox (Louis Canning)
- Sarah Steele (Marissa Gold)
- Chris Butler (Matan Brody)
- Charlie Pollock (Det. Gifford)
- Taylor Rose (Hannah McCreary)
- Rebecca Harris (Gretchen Luft)
- Andrew Dolan (Det. Rick Crowell)
- Elaine Kussack (Old Woman)
- Stan Carp (Old Man)

### Épisode 21:Le Verdict
- États-Unis /  Canada : 1er mai 2016 sur CBS / Global
- Québec : 2 février 2017 sur Séries+
- France : 9 avril 2017 sur Téva

- États-Unis : 9,19 millions de téléspectateurs[37]
- Canada : 1,188 million de téléspectateurs[38] (première diffusion + différé 7 jours)

- Chris Noth (Peter Florrick)
- Michael J. Fox (Louis Canning)
- Gary Cole (Kurt McVeigh)
- Matthew Morrison (AUSA Connor Fox)
- David Paymer (Judge Richard Cuesta)
- Chris Butler (Matan Brody)
- Renée Elise Goldsberry (Geneva Pine)
- Megan Hilty (Holly Westfall)
- Howard McGillin (Lloyd Garber)
- Victoria Clark (Shannon Janderman)
- Euan Morton (Irv Bircher)
- Kate Arrington (Emily Parkes)
- Sean Cullen (Greg Cady)

### Épisode 22:Vivre sa vie
- États-Unis /  Canada : 8 mai 2016 sur CBS[39] / Global
- Québec : 9 février 2017 sur Séries+
- France : 16 avril 2017 sur Téva

- États-Unis : 10,62 millions de téléspectateurs[40]
- Canada : 1,237 million de téléspectateurs[41] (première diffusion + différé 7 jours)

- Chris Noth (Peter Florrick)
- Josh Charles (Will Gardner)